# Onthophagus minettii
Onthophagus minettii là một loài bọ cánh cứng trong họ Bọ hung (Scarabaeidae).